# تاداشی هامادا
تاداشی هامادا (به انگلیسی: Tadashi Hamada) یک شخصیت داستانی است که در پنجاه و چهارمین انیمیشن استودیو انیمیشن والت دیزنی، شش ابر قهرمان (فیلم) ظاهر می‌شود. این فیلم با الهام از کتاب شش ابر قهرمان (کامیک) ساخته شده‌است. صداگذاری وی توسط دنیل هنی انجام شده‌است. تاداشی از لحاظ قومی، ژاپنی قفقازی است. در فیلم تاداشی، دانشجوی کالج فناوری سان‌فرانسوکیو، خالق بیمکس، برادر بزرگتر هیرو هامادا است. بیمکس، همانطور که در فیلم توضیح داده شده‌است، یک مراقب سلامت شخصی است.

## پیدایش

### شش ابر قهرمان
تاداشی در شش ابر قهرمان ، به عنوان برادر بزرگتر هیرو هامادا ظاهر می‌شود. به دلیل فوت پدر و مادرشان، تاداشی برای هیرو به مانند یک پدر بود. در فیلم، تاداشی و هیرو با خاله‌شان کَس در سان‌فرانسوکیو زندگی می‌کنند.
در این فیلم، تاداشی به هیرو پیشنهاد می‌دهد که در کالج فناوری سان‌فرانسوکیو حضور یابد زیرا هیرو در رباتیک و مهندسی استعداد دارد، حتی بیشتر از تاداشی، هوش او اجازه می‌دهد در ۱۳ سالگی از دبیرستان فارغ‌التحصیل شود.